# Miles Davis
Miles Dewey Davis III (Alton (Illinois), 26 mei 1926 – Santa Monica (Californië), 28 september 1991) was een Amerikaans jazzcomponist, trompettist en multi-instrumentalist. Hij is een van de belangrijkste en meest invloedrijke jazzmuzikanten uit de geschiedenis.
Davis speelde naast onder anderen Louis Armstrong, Duke Ellington en John Coltrane een zeer grote rol in de geschiedenis van de jazz. Hij speelde verschillende stijlen, waaronder bop, cooljazz, modale jazz en jazzrockfusion. Davis was een spil in de ontwikkeling van de laatstgenoemde drie stijlen. Als gevolg hiervan wordt hij the Picasso of jazz genoemd.
De stijl van Davis is herkenbaar en origineel en oefent decennia na zijn overlijden nog invloed uit op jazzmusici. Op een deel van zijn opnamen gebruikte Davis een harmon mute, een type demper waarmee hij het typische timbre creëerde dat tijdens de rest van zijn carrière direct met hem geassocieerd bleef worden. Ook zijn klank en speelstijl zonder de mute zijn herkenbaar, onder meer door de typische afbuigingen aan het begin of eind van de tonen en de ingehouden lyrische speelstijl met lange stiltes tussen de melodische frasen.

## Biografie
Davis kwam uit een relatief welgestelde zwarte familie. Zijn vader Miles Dewey Davis II was een tandarts in East Saint Louis. Zijn moeder was een redelijk vaardige pianiste die wilde dat hij viool leerde spelen. Van zijn vader kreeg hij voor zijn dertiende verjaardag daarentegen een trompet, waar hij zich vanaf dat moment op toelegde. De familie bezat een niet onaanzienlijke ranch, waar de jonge Davis leerde paardrijden.
Toen Davis vijftien was, speelde hij voor publiek met bandleider Eddie Randall en studeerde hij onder trompettist Elwood Buchanan. Tegen de mode van die tijd in benadrukte Buchanan het belang van spelen zonder vibrato. Davis behield deze kenmerkend heldere toon zijn hele carrière.

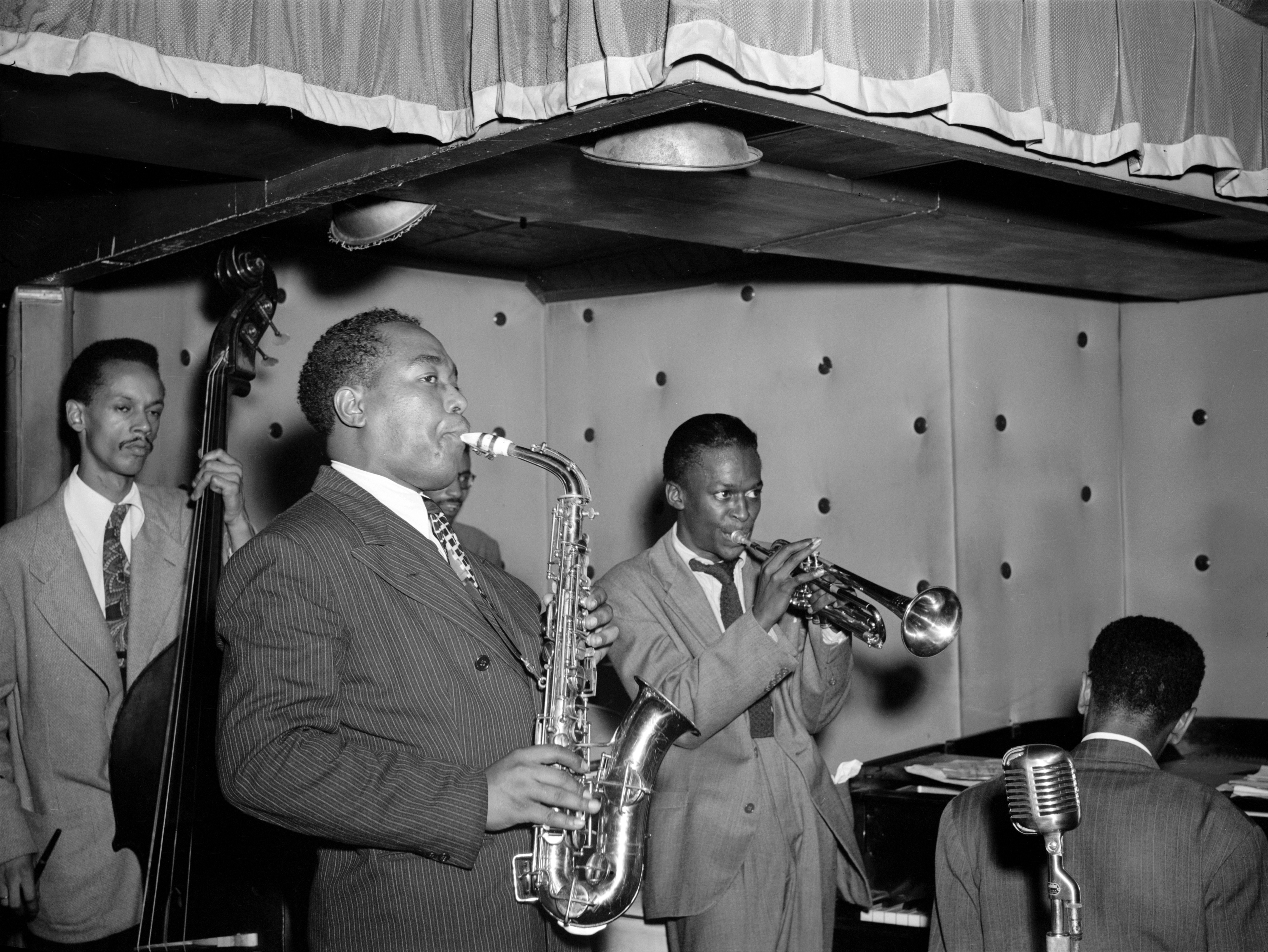
Tommy Potter, Charlie Parker, Miles Davis en Duke Jordan tijdens een optreden in 1947.

### Eerste New Yorkse periode
In 1945, nadat hij zijn middelbare school had afgerond en een korte tijd met Charlie Parker in Billy Eckstine's band speelde, verhuisde Davis naar New York, ogenschijnlijk om met een beurs aan de Juilliard School of Music te studeren. In werkelijkheid verwaarloosde hij zijn opleiding en ging hij op zoek naar zijn helden, zoals Charlie Parker, Thelonious Monk en Coleman Hawkins. Tevens ging hij geregeld op pad met een van zijn andere idolen, Dizzy Gillespie. Zij werden goede vrienden.
Davis schreef over zijn helden samen met Quincy Troupe in zijn autobiografie Miles: "When I heard Diz and Bird in B's band, I said, "What? What is this!?" Man, that shit was so terrible that it was scary. I mean, Dizzy Gillespie, Charlie 'Yardbird' Parker, Buddy Anderson, Gene Amons, Lucky Thompson an Art Blakey all together in one band and not to mention B: Billy Eckstine himself. It was a motherfucker. Man, that shit was all up in my body. Music all up in my body, and that's what I wanted to hear."
Tegen 1949 had hij aan zijn 'proeftijd' als medespeler voldaan, zowel op het podium als op plaatopnamen. Zijn eigen opnamecarrière bloeide vervolgens op. In datzelfde jaar begon Davis samen te werken met Gil Evans. Deze samenwerking bleef de volgende twintig jaar voor veel van zijn grote werken bestaan. De platen die zij in de late jaren veertig maakten, werden de eerste tien jaar beperkt uitgebracht.

### Verslaving drugs
Via de jazzclubs van New York kwam Davis regelmatig in contact met zowel gebruikers als verkopers van illegale drugs. Rond 1950 had hij een serieuze heroïneverslaving, mogelijk verergerd door de weinig enthousiaste ontvangst van zijn eerste persoonlijke opnamen.
In het eerste deel van de jaren vijftig leek het talent dat Davis bezat verloren te gaan. Hij speelde verscheidene sessies (gigs), maar deze waren ongeïnspireerd. Davis was zich hiervan bewust en keerde in 1954 terug naar East Saint Louis, waar hij met hulp van zijn vader probeerde af te kicken. Die dacht onterecht dat het met zijn gebit te maken had. Davis sloot zich letterlijk van de maatschappij af tot hij vrij van zijn drugsverslaving zou zijn. In 1954 had hij zijn heroïneverslaving overwonnen, al bleef hij wel onder andere cocaïne gebruiken.

### Terug in New York: het Miles Davis Quintet
Als herboren keerde hij terug naar New York en richtte er de eerste grote versie van het Miles Davis Quintet op. In deze band speelden de jonge John Coltrane (oorspronkelijk enkel tenor- en later ook sopraansaxofoon) en soms enkele andere indertijd bekende jazzartiesten, zoals Sonny Rollins (tenorsax) en Charles Mingus (bas).
Muzikaal ging de groep door waar Davis in zijn sessies in de late jaren veertig ophield. Ze vermeden de ritmische en harmonische complexiteit van de overheersende bebop en Davis kreeg de ruimte om lange, legato en in wezen melodische lijnen te spelen, waarin hij de modale muziek leerde doorgronden. Dit was een levenslange obsessie voor hem.
Deze opnamen, beginnend met Relaxin' with the Miles Davis Quintet, bepaalden samen met de 'Birth of the Cool'-opnamen uit 1948 het geluid van de cool jazz, een van de dominante trends in de muziek voor het komende decennium en later.

### Miles Ahead en Milestones
Terwijl de rest van het muziekestablishment nog steeds probeerde de vernieuwingen van Davis te accepteren, was hij zelf verder. Herenigd met Gil Evans nam hij een serie albums van grote verscheidenheid en complexiteit op, waarin hij in vrijwel elke muzikale context zijn beheersing van zijn instrument toonde.
Op het eerste album, Miles Ahead (1957), speelde hij met een traditionele jazzbigband. Deze had een gedreven kopersectie gearrangeerd door Gil Evans. Naast jazznummers (waaronder The Duke van Dave Brubeck) gingen de twee het gevecht aan met Les Filles de Cadix van Léo Delibes. Dit was de eerste keer dat Davis Europese klassieke muziek opnam.
Milestones (1958) ving het geluid van zijn huidige sextet, dat nu bestond uit Davis, John Coltrane, Julian "Cannonball" Adderley (altsax), Red Garland (piano), Paul Chambers (bas) en Philly Joe Jones (drums).
Muzikaal gezien omvatte dit album zowel het verleden als de toekomst van de jazz. Davis liet zien dat hij blues en bebop kon spelen (begeleid door Garland), maar het centerpiece is het titelnummer, een compositie van Davis rond de dorische en eolische modi en met de vrije improvisionele modale stijl die Davis zich eigen maakte.

## Kind of Blue
Deze modale stijl kwam tot bloei op Kind of Blue (1959) dat de best verkochte jazzplaat werd uit de geschiedenis. Het sextet improviseerde op korte modale thema’s die vooraf niet waren geoefend. In de groep nam Bill Evans de piano over en hij zorgde daarbij voor klassieke invloeden in de groep. Op een van de tracks speelde Wynton Kelly piano. Hij werd later een vast lid van de groep.

## Jaren 60
Na Kind of Blue viel de groep uiteen. Coltrane, Evans en Adderley gingen verder als bandleiders. Miles Davis vond minder inspiratie en zijn groep veranderde geregeld van bezetting. In 1964 vormde hij zijn tweede grote kwintet. Herbie Hancock op piano, Wayne Shorter op saxofoon, Ron Carter op bas en de nog jonge Tony Williams op drums. Davis stelde: "Je moet eerst de regels kennen om ze vervolgens te kunnen breken." Live werden jazzstandards gespeeld waarbij de grenzen van de traditie werden opgezocht. Lange improvisaties met veel nadruk op harmonische grenzen en een hecht groepsspel, waardoor hij meer dan daarvoor met textuur kon spelen. Live speelde hij standards en in de studio nieuw werk, vooral composities van zijn saxofonist Wayne Shorter. De grenzen werden bereikt op Live at Plugged Nickel (uitgegeven als 8 cd box). Het vormde een tegenstem voor de freejazz van Ornette Coleman, die Davis in zijn autobiografie verguisde.

## 1970
In juni 1970 kwamen onder anderen Davis, Chick Corea, Keith Jarrett, Dave Holland, Jack DeJohnette en John McLaughlin vier nachten samen in de bescheiden nachtclub The Cellar Door in Washington D.C. Van die optredens kwam in 2006 een zes-dubbel-cd uit.

## Electric Miles
Aan het eind van de jaren zestig 'ging' Davis elektrisch met een elektrische piano, elektrische bas en een elektrische gitaar. De 'groove' werd belangrijk. Nadat Davis op het Isle of Wight Festival Machine Gun van Jimi Hendrix hoorde wilde Davis direct een band met hem beginnen. "It's that goddamned motherfucking 'Machine Gun.'" antwoordde Miles op een vraag wat hij vond van de muziek van Hendrix. Door het overlijden van Hendrix vond die nooit plaats. Volgens Rolling Stone magazine was "In a Silent Way de ideale plaat om stoned op te worden". In de jaren zeventig probeerde hij ook zwarte jongeren te bereiken door funk-invloeden in zijn muziek te stoppen. Zoals te horen op het revolutionaire album On The Corner. Bitches Brew werd een mijlpaal voor de opkomende jazzfusionmuziek.

## Stilte
Eind 1975 trok Davis zich terug uit de muziek en wilde hij geen trompet meer spelen. Hij kampte opnieuw met een verslaving, nu cocaïne en alcohol. Een slechte gezondheid, gedeeltelijk veroorzaakt door jaren overmatig drugsgebruik leidde tot een radiostilte van bijna 6 jaar.

## Jaren 80

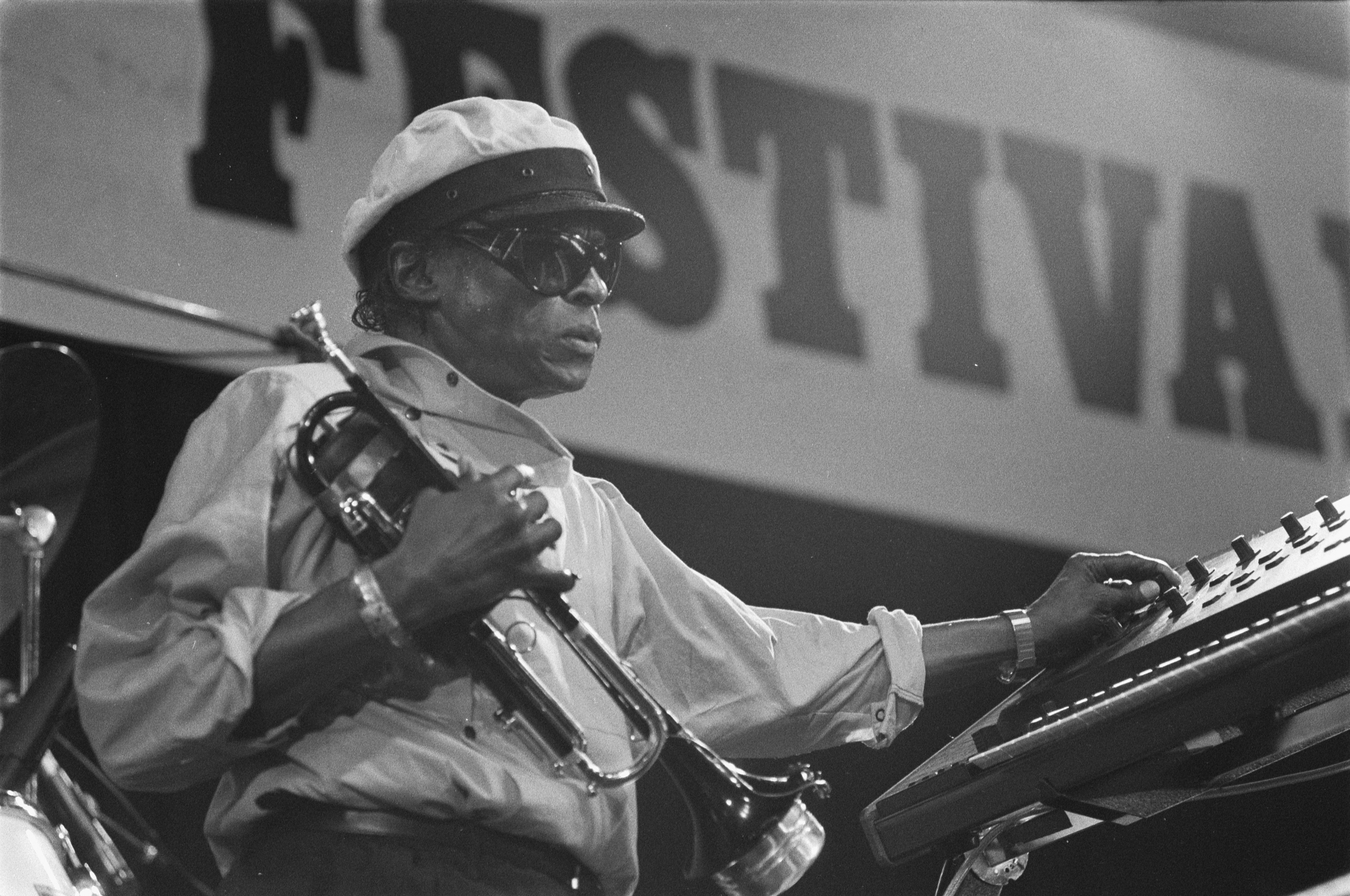
Davis op het North Sea Jazz Festival 1984

Davis keerde toch terug in de muziek. Zijn stijl veranderde meer naar een popstijl. Hij speelde liedjes als Time After Time en Human Nature (van Michael Jackson). Verschillende van de musici met wie hij speelde, verkasten een voor een naar Sting, die op You're under arrest een politieman speelde. In deze stijl speelde hij tot aan zijn dood. Hij verwierf ook als beeldend kunstenaar bekendheid. Een van zijn vaste muzikale partners werd Marcus Miller.
Hij ondernam nog een paar projecten:
- Met Quincy Jones keerde hij voor het eerst terug naar de muziek die hij vroeger speelde met Gil Evans.
- Aura, dat de platenmaatschappij jarenlang 'op de plank' liet liggen.
- Hij speelde op uitnodiging van Prince een concert in diens studiocomplex Paisley Park in Minneapolis.

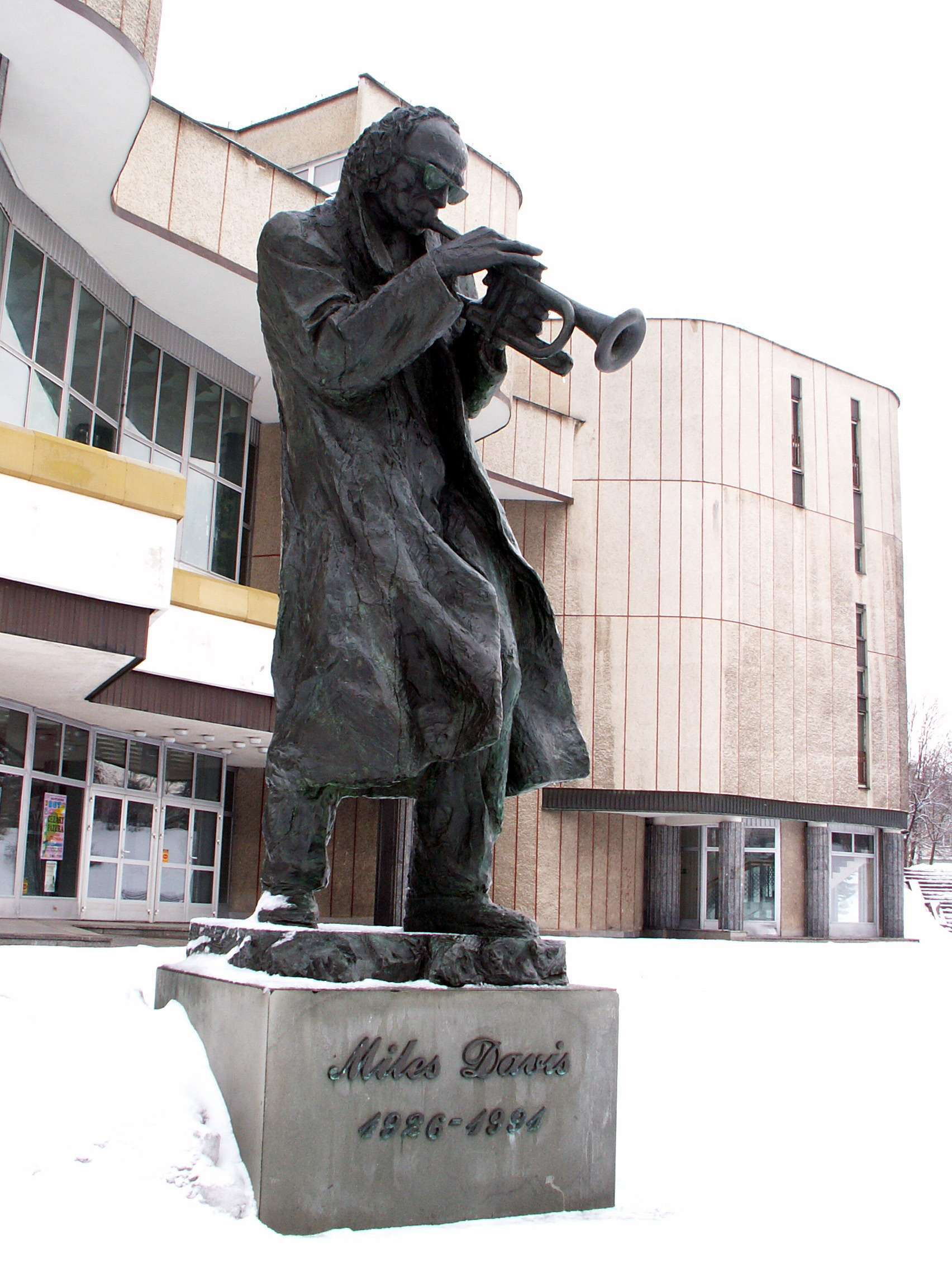
Monument van Miles Davis in Kielce (Polen)

## Overlijden
Davis werd 65. Hij overleed, reeds in coma, aan een longontsteking ten gevolge van een zware beroerte en ligt begraven naast Duke Ellington op Woodlawn Cemetery in The Bronx, New York.

## Vereeuwiging
De Franse beeldhouwster Niki de Saint Phalle vereeuwigde Davis in een beeld, dat de tuin siert van het belle-époque-hotel Negresco aan de Promenade des Anglais in Nice. Tevens staat er een beeld van hem in de Poolse plaats Kielce (zie foto).

## Privéleven
Davis scheidde in 1988 van actrice Cicely Tyson, per november 1981 zijn derde en laatste echtgenote. Eerder was hij getrouwd met Frances Taylor (1958-1968) en met Betty Mabry (1968-1969). Davis kreeg vier kinderen, Cheryl (1944), Gregory, (1946), Miles IV (1950) en Erin (1970).

## Discografie
Hieronder volgen alleen de studioalbums.

### The Birth of the Cool (1945-1956)
- Birth of the Cool (1949/1950)
- Conception (1951)
- Blue Period (1951)
- Dig (1951)
- Miles Davis with Horns (1951 and 1953)
- Miles Davis Volume 1 (Blue Note Records, 1952/1954)
- Miles Davis Volume 2 (Blue Note Records, 1953)
- Blue Haze (1953/1954)
- Collectors' Items (1953/1956)
- Walkin' (1954)
- Bags' Groove (1954)
- Miles Davis and the Modern Jazz Giants (1954-1956)
- Musings of Miles (1955)
- Blue Moods (1955)
- Quintet / Sextet (1955, Miles Davis en Milt Jackson)
- Miles: The New Miles Davis Quintet (1955)
- Cookin' with the Miles Davis Quintet (1956)
- Relaxin' with the Miles Davis Quintet (1956)
- Workin' with the Miles Davis Quintet (1956)
- Steamin' with the Miles Davis Quintet (1956)

### The Columbia Years (1956-1975)
- 'Round About Midnight (1955/1956)
- Miles Ahead (1957)
- Ascenseur pour l'Échafaud (Fontana, 1957 - filmsoundtrack)
- Milestones (1958)
- Porgy and Bess (1958)
- 1958 Miles (1958)
- Kind of Blue (1959)
- Sketches of Spain (1960)
- Someday My Prince Will Come (1961)
- Quiet Nights (1962/1963)
- Seven Steps to Heaven (1963)
- E.S.P. (1965)
- Miles Smiles (1966)
- Sorcerer (1967)
- Nefertiti (1967)
- Miles in the Sky (1968)
- Water Babies (1967/1968)
- Filles de Kilimanjaro (1968)
- In a Silent Way (1969)
- Bitches Brew (1970)
- Jack Johnson (1970)
- Live-Evil (1970)
- On the Corner (1972)
- Big Fun (1969-1972)
- Get Up with It (1970-1974)

### Na zijn rustperiode (1981-1991)
- The Man With The Horn (1980/1981)
- Star People (1982/1983)
- Decoy (1983/1984)
- You're Under Arrest (1984/1985)
- Aura (opgenomen 1985; verschenen 1989)
- Tutu (1986)
- Music from Siesta (1987 - filmsoundtrack)
- Back on the Block (1989)
- Amandla (1989)
- Dingo (1991 - filmsoundtrack)
- Doo-Bop (1992)
- Greatest Hits (1995)

## Hitlijsten

### Albums
| Album met eventuele hitnotering(en) in de Nederlandse Album Top 100 | Datum van verschijnen | Datum van binnenkomst | Hoogste positie | Aantal weken | Opmerkingen                  |
| ------------------------------------------------------------------- | --------------------- | --------------------- | --------------- | ------------ | ---------------------------- |
| You're under arrest                                                 | 1985                  | 08-06-1985            | 27              | 15           |                              |
| Tutu                                                                | 1986                  | 18-10-1986            | 30              | 9            |                              |
| Amandla                                                             | 1989                  | 03-06-1989            | 36              | 8            |                              |
| Doo bop                                                             | 1992                  | 25-07-1992            | 58              | 6            |                              |
| Live at Montreux                                                    | 1993                  | 28-08-1993            | 56              | 5            | met Quincy Jones / Livealbum |
| The best of Miles Davis                                             | 1999                  | 25-12-1999            | 80              | 3            | Verzamelalbum                |
| Sunday morning classics                                             | 2008                  | 19-07-2008            | 31              | 5            |                              |
| Icon                                                                | 2011                  | 25-06-2011            | 87              | 1            |                              |

| Album met hitnotering(en) in de Vlaamse Ultratop 200 albums                                          | Datum van verschijnen | Datum van binnenkomst | Hoogste positie | Aantal weken | Opmerkingen             |
| --- | --------------------- | --------------------- | --------------- | ------------ | ----------------------- |
| Kind of blue                                                                                         | 2003                  | 25-01-2003            | 21              | 5            | Goud                    |
| Kind of blue - 50th anniversary collection                                                           | 2008                  | 08-11-2008            | 92              | 2            |                         |
| Bitches brew                                                                                         | 30-08-2010            | 11-09-2010            | 80              | 1            |                         |
| 100                                                                                                  | 2012                  | 28-07-2012            | 144             | 1            |                         |
| Live in Europe 1969 - The bootleg series Vol. 2                                                      | 2013                  | 09-02-2013            | 75              | 5            | als Miles Davis Quintet |
| At Newport - 1955-1975 - The bootleg series Vol. 4                                                   | 2015                  | 25-07-2015            | 64              | 8            |                         |
| Everything's beautiful                                                                               | 2016                  | 04-06-2016            | 44              | 3            | met Robert Glasper      |
| The complete in a silent way sessions                                                                | 2016                  | 17-09-2016            | 147             | 1            |                         |
| Freedom jazz dance - the bootleg series vol. 5                                                       | 2016                  | 29-10-2016            | 117             | 2            |                         |
| Miles Davis & John Coltrane - The final tour - Copenhagen, march 24, 1960: the bootleg series vol. 6 | 2018                  | 31-03-2018            | 19              | 3*           | met John Coltrane       |

### NPO Radio 2 Top 2000
Van Miles Davis stond alleen So What in 2021 in de NPO Radio 2 Top 2000, op plek 1990.